# بلی پوتوک (سوکوبانگا)
بلی پوتوک (به صربی: Beli Potok) یک منطقهٔ مسکونی در صربستان است که در سوکوبانگا واقع شده‌است. بلی پوتوک ۲۳۸ نفر جمعیت دارد.